# Kyla-Drew
Kyla-Drew, pseudonimo di Kyla Drew Simmons (Atlanta, 17 aprile 2004), è un'attrice statunitense.

## Filmografia

### Cinema
- Prisoners, regia di Denis Villeneuve (2013)
- Santa's Boot Camp (2016)
- Peppermint - L'angelo della vendetta (Peppermint), regia di Pierre Morel (2018)

### Televisione
- How I Met Your Mother - serie TV (2005)
- Nicky, Ricky, Dicky & Dawn - serie TV (2014-2018)
- Castle - serie TV, episodio 7x04 (2014)
- Grey's Anatomy - serie TV (2015)
- NCIS - Unità anticrimine (NCIS) - serie TV , episodio 12x07 (2015)
- Papà, non mettermi in imbarazzo! (Dad Stop Embarrassing Me) - serie TV (2021)

## Doppiatrici italiane
Nelle versioni in italiano delle opere in cui ha recitato, Sprague Grayden è stata doppiata da:
- Agnese Marteddu in Nicky, Ricky, Dicky & Dawn, Papà, non mettermi in imbarazzo!
- Vittoria Bartolomei in Station 19